# Uldis Bērziņš
Uldis Bērziņš (Riga, 17 de mayo de 1944 - Ibidem, 24 de marzo de 2021) fue un poeta y traductor letón.

## Biografía
Estudió filología letona en la Universidad de Letonia y publicó su primera colección de poesía en 1980. Bērziņš estudió turco en el Departamento de Estudios Orientales de la Universidad de Leningrado (de 1968 a 1971), y también estudió en la sección de Estudios Asiáticos y Africanos de la Universidad Estatal de Moscú (concentrándose en persa y turco), en la Universidad Estatal de Taskent (uzbeko), la Universidad de Reikiavik (islandés), así como en Checoslovaquia, Suecia y otros países.
Bērziņš participó en el seminario internacional de traducción de la Biblia en el foro de la Universidad Abierta de Ámsterdam y la Universidad de Lund sobre cuestiones relacionadas con las traducciones del Corán. A partir de 2002 enseñó turco en el Departamento de Lenguas Modernas de la Universidad de Letonia.
La poesía de Bērziņš se ha traducido al alemán, sueco, estonio y lituano. En 2009, Bērziņš terminó la traducción del Corán al letón, un trabajo enorme que le llevó quince años. Recordó con cariño la mitad del año que pasó trabajando en una biblioteca de Estambul. Durante su trabajo, también mantuvo correspondencia con numerosos especialistas del Corán y el Islam.
Bērziņš recibió varios premios y distinciones como la Orden de las Tres Estrellas (1995), el premio Zinaida Lazda (1994), el Premio de la Asamblea Báltica de Literatura, Artes y Ciencias (1995) y el Premio Spidola (2000).
En 2009 y nuevamente en 2010 fue nombrado uno de los 500 musulmanes más influyentes del mundo en una encuesta realizada por el Centro Real de Estudios Estratégicos Islámicos (aunque Bērziņš era en realidad luterano).
Bērziņš tradujo del polaco, ruso, islandés antiguo, turco, azerbaiyano, turcomano, persa, hebreo antiguo y árabe; también conocía el idioma ivrit (hebreo moderno), tártaro y chuvash.

## Obras
Poesía
- Izšūpojušies. Bibliotēka ostmalā. [Mecido. Biblioteca en el dique]. Riga: Neputns, (2014).
- Saruna ar pastnieku ["Conversación con un cartero"], Rīga: Neputns (2009).
- Dzeja ["Poemas"], Rīga: Atēna (2004).
- Maijs debešos ["May in the Heavens"], Riga: Preses Nams (2002).
- Daugavmala ["The Daugava's Edge"], Riga: Nordik (1999).
- Nozagtie velosipēdi ["Bicicletas robadas"], Riga: Minerva, (1999).
- Dzeja ["Poemas"], Rīga: Artava (1995).
- Kukaiņu soļi ["Los pasos de los insectos"], Riga: Fundación Rainis y Aspazija (1994).
- Laiks ["Tiempo"; con Juris Kronbergs ], Riga: Zinātne (1994).
- Nenotikušie atentāti ["Asesinatos que nunca sucedieron"], Riga: Liesma (1990).
- Poētisms baltkrievs ["Poética bielorrusa"], Riga: Liesma (1984).
- Piemineklis kazai ["Monumento a una cabra"], Riga: Liesma (1980).[5]

## Premios y honores
- Premio Zinaida Lazda, 1994.
- Orden de las Tres Estrellas, 1995.
- Premio de la Asamblea Báltica, 1995.
- Premio Spidola, 2000.
- Premio Jornadas de Poesía a las traducciones, 2009.
- Premio Literario Anual de Letonia por su colección de poemas Conversación con un cartero, 2009.
- Premio The Dzintars Sodums por su traducción de las antiguas Canciones islandesas de Edda, 2016.[5]